# 皮奥伊州博凯朗
皮奥伊州博凯朗（葡萄牙語：Boqueirão do Piauí）是巴西皮奥伊州的一个市镇。总面积281.194平方公里，总人口6434人，人口密度22.9人/平方公里。